# الخلعة (ساة)
'

تعديل مصدري - تعديل

الخلعة هي إحدى قرى عزلة ساه بمديرية ساة التابعة لمحافظة حضرموت، بلغ تعداد سكانها 75 نسمة حسب تعداد اليمن لعام 2004.